# Тельман Валерій Михайлович
Валерій Михайлович Тельман (2 липня 1945, Херсон — 28 липня 2025) — український шахіст, заслужений тренер України (1997) з шахів, майстер спорту СРСР (1973), тренер-викладач Херсонської ДЮСШ з шахів та шашок.

## Життєпис
Народився 2 липня 1945 року в Херсоні.
Грати у шахи починав у дворі, потім грав зі своїм дядьком, згодом потрапив до Палацу піонерів. У віці 17 років обирав між футболом та шахами, й віддав перевагу останнім через те, що вступив до інституту й потрібно було приділяти час навчанню. Вищу освіту здобув в Одеському технологічному інституті за спеціальністю інженер-електромеханік (1974).
Працював на крекінг-заводі. Отримав запрошення піти тренером, коли в місті відкривалась дитяча спортивна школа.
Шестиразовий чемпіон Херсонської області. Найкращий результат у чемпіонатах України: 5-те місце (1971). Майстер спорту СРСР з шахів (1974), заслужений тренер України з шахів (1997).
| Текст вилучений зі статті через підозру в порушенні авторських прав |
| --- |
| Текст, що раніше перебував на цій сторінці, запідозрено в порушенні авторських прав на текст із таких джерел: https://sportforall.info/articles/view/10800 Дата, коли було знайдено порушення: 20 серпня 2025. Тому, хто повісив цей шаблон: На сторінку обговорення користувача, який розмістив цю статтю, варто додати повідомлення {{subst:nothanks cv\|Тельман Валерій Михайлович\|url=https://sportforall.info/articles/view/10800. |
| До уваги користувача, який розмістив цю статтю Не редагуйте статтю зараз, навіть якщо ви збираєтеся її переписати. Дотримуйтесь вказівок нижче. - Якщо власник авторських прав на зазначений вище матеріал дозволяє використовувати його на умовах GNU FDL без незмінюваних секцій та Creative Commons із зазначенням автора / розповсюдження на тих самих умовах, будь ласка, сповістіть про це на сторінці обговорення цієї статті. - Якщо правовласником є ви, додайте на зазначеному вище ресурсі примітку: «Матеріали дозволено використовувати на умовах GNU FDL без незмінюваних секцій та Creative Commons із зазначенням автора / розповсюдження на тих самих умовах». - Якщо дозволу на використання цього матеріалу немає, будь ласка, зробіть одне з двох: 1. Напишіть хоча б гарний накид статті на цій підсторінці. Зверніть увагу: не треба копіювати текст, що порушує авторські права, на зазначену підсторінку й редагувати його. Якщо ви взялися за написання нової статті, не забудьте сповістити про це на сторінці обговорення. 2. Залиште все як є, і тоді статтю буде вилучено. У випадку, якщо новий текст написано не буде, цю статтю буде вилучено через тиждень після появи цього попередження (детальніше див. документацію шаблону). Вихідний текст цієї статті з можливим порушенням копірайту можна знайти в історії змін. Зверніть увагу, що розміщення у Вікіпедії матеріалів, автор яких не надав явного дозволу на їхнє використання відповідно до ліцензії GNU FDL без незмінюваних секцій та Creative Commons із зазначенням автора / розповсюдження на тих самих умовах, може бути порушенням законів про авторське право. Користувачів, які додають до Вікіпедії такі матеріали, може бути тимчасово позбавлено права редагувати статті. Попри все, ми завжди раді вашим оригінальним статтям. Дякуємо. Цю сторінку внесено до категорії Вікіпедія:Можливе порушення авторських прав. |

Серед його вихованців — неодноразові переможці та призери Всесвітніх шахових олімпіад, чемпіонатів Європи та України, міжнародних турнірів з шахів серед юнаків та дівчат: міжнародні гросмейстери Анжела Борсук, Наталія Жукова, Інна Гапоненко, Сергій Овсієвич та Олена Александрова. Його вихованці виборювали призові місця на змаганнях: Юлія Майко посіла перше місце 2001 року на чемпіонаті України серед дівчат до 16 років; збірна команда Херсонської області з шахів у складі Інна Гапоненко та Наталія Жукової на ІІ літніх спортивних іграх України посіла перше місце 2003 року.
Був одружений. Дружина — почесний працівник фізичної культури і спорту України, заслужений працівник фізичної культури і спорту України Галина Метела, донька Юля, онук Ростислав.
Помер 28 липня 2025 року на Херсонщині у віці 80 років.

## Турнірні результати

### Чемпіонати України
Валерій Тельман зіграв у семи фінальних турнірах чемпіонатів України, набравши загалом 42½ з 93 можливих очок.
| Рік  | Місто           | Турнір                 | + | − | = | Результат | Місце |
| ---- | --------------- | ---------------------- | - | - | - | --------- | ----- |
| 1971 | Донецьк         | 40-й чемпіонат України | 5 | 1 | 7 | 8½ з 13   | 5     |
| 1972 | Одеса           | 41-й чемпіонат України | 2 | 9 | 6 | 5 з 17    | 17    |
| 1973 | Дніпропетровськ | 42-й чемпіонат України | 4 | 5 | 4 | 6 з 13    | 43    |
| 1974 | Львів           | 43-й чемпіонат України |   |   |   | 7 з 13    | 17—25 |
| 1976 | Донецьк         | 45-й чемпіонат України | 3 | 5 | 5 | 5½ з 13   | 9—11  |
| 1977 | Житомир         | 46-й чемпіонат України | 3 | 2 | 4 | 5 з 9     | 16    |
| 1988 | Львів           | 57-й чемпіонат України | 1 | 5 | 9 | 5½ з 15   | 16    |